# Cino
Cino é uma comuna italiana da região da Lombardia, província de Sondrio, com cerca de 335 habitantes. Estende-se por uma área de 5 km², tendo uma densidade populacional de 67 hab/km². Faz fronteira com Cercino, Dubino, Mantello, Novate Mezzola.

## Demografia
| Variação demográfica do município entre 1861 e 2011                               |
|                                                                                   |
| Fonte: Istituto Nazionale di Statistica (ISTAT) - Elaboração gráfica da Wikipedia |